# دیه‌گو مارابلی
دیه‌گو مارابلی (ایتالیایی: Diego Marabelli; ۲۳ فوریهٔ ۱۹۱۴ – ۱۲ ژوئیهٔ ۲۰۰۶) دوچرخه‌سوار اهل ایتالیا بود.